# Annunzio Paolo Mantovani
Annunzio Paolo Mantovani, conosciuto internazionalmente come  Mantovani (Venezia, 15 novembre 1905 – Royal Tunbridge Wells, 29 marzo 1980) è stato un direttore d'orchestra e arrangiatore italiano, conosciuto per la carriera internazionale, svoltasi in misura prevalente nel Regno Unito.
Con la sua orchestra ha inciso una cinquantina di album musicali di colonne sonore cinematografiche, easy listening, musica classica o basata su canti religiosi e natalizi.

## Biografia
Suo padre Bismarck Mantovani è stato primo violino nell'orchestra della Scala di Milano sotto la direzione di Arturo Toscanini.  Mantovani ha sviluppato in carriera un particolare stile di arrangiamento conosciuto come cascading strings - codificato dal compositore Ronald Binge (ma che ha finito per diventare il Mantovani Style) - in grado di enfatizzare attraverso l'uso accorto di sezioni di violini e altri strumenti a corda la musica orchestrale (light music britannica) da lui praticata. L'accorgimento gli ha consentito di emulare il particolare effetto di riverbero generalmente ottenuto da un'orchestra che suona in una sala apposita per concerti.
Ha avuto un particolare successo suonando alla Queen's Hall e alla Wigmore Hall e come bandleader dell'orchestra del Metropole Hotel di Londra.
Intorno alla fine degli anni trenta è stato a capo di una propria orchestra  con la quale ha inciso numerosi album musicali e dischi singoli che hanno raggiunto i primi posti delle classifiche di vendita.
Ha diretto l'orchestra in varie incisioni della cantante Vera Lynn.
È stato fra i primi musicisti a vendere oltre un milione di copie di dischi incisi in stereofonia.

## Discografia parziale

### Album
- 1949 - A Mantovani Program, London LPB-127
- 1950 - Musical Moments, London LPB-218
- 1951 - Waltzing with Mantovani, London LPB-381
- 1953 - The Music of Victor Herbert, London  LL 746
- 1953 - An Album of Favorite Melodies, reissued as An Enchanted Evening with Mantovani, London LL 766
- 1954 -  Christmas Carols, London 142
- 1954 - An Album of Romantic Melodies, London LL 979
- 1954 - Plays The Music of Sigmund Romberg, London LL 1031
- 1955 - Plays The Music of Rudolf Friml, London LL 1150,
- 1956 - Plays The Immortal Classics, London LL 877
- 1956 - The Music of Irving Berlin and Rudolf Friml, London 166
- 1957 - Film Encores, Vol. 1, London 124
- 1958 - Gems Forever, London 106
- 1958 - Strauss Waltzes, London  LL 685, 1953, later re-recorded in stereo as London 118
- 1959 - Continental Encores, London 147
- 1959 - Film Encores, Vol. 2, London 164
- 1959 - Song Hits from Theatreland, London LL 1219, 1955, later re-recorded in stereo as London 125
- 1960 - The Music of Victor Herbert and Sigmund Romberg, London 165
- 1960 - Songs to Remember, London 193
- 1961 - The Breeze, London, Abbey road
- 1961 - Great Theme Music (Music from "Exodus"), London 224
- 1961 - Italia Mia, London 232
- 1961 - Theme from "Carnival", London 325
- 1962 - Moon River, London 249
- 1963 - Manhattan, London 328
- 1965 - The Mantovani Sound, London 419
- 1966 - Mantovani Magic, London 448
- 1966 - Mr. Music, London 474
- 1966 - Mantovani's Hit Parade , London
- 1967 - Mantovani's Golden Hits, London 483
- 1968 - The Mantovani Touch, London 526
- 1969 - The Mantovani Scene, London 548
- 1969 - The World of Mantovani, London 565
- 1970 - Mantovani Today, London 572
- 1971 - From Monty with Love, London 585–586
- 1971 - To Lovers Everywhere, London PS 598
- 1972 - Annunzio Paolo Mantovani, London XPS 610
- 1973 - An Evening with Mantovani, London 902
- 1975 - The Greatest Gift Is Love, London 913